# Petrokemija (tvrtka)
Petrokemija d.d. (do 1998. Tvornica gnojiva) je hrvatska kemijska tvrtka sa sjedištem u Kutini. Petrokemija je 2012. godine bila drugi najveći hrvatski izvoznik (prva je bila INA). Petrokemija je jedna od 15 tvrtki s indeksom CROBEX.

## Povijest
Petrokemija d.d. je osnovana 1968. godine u sklopu INA-e pod imenom Tvornica gnojiva. Proizvodnju je započela iste godine u Tvornici mineralnih gnojiva koja je tada bila među 10 najvećih u svijetu. Iste godine Tvornica mineralnih gnojiva se udružila s Tvornicom kemijskih proizvoda (čađara, vapnara, glinara). Od 1970. godine INA – Petrokemija jedna je od četiriju novoutemeljenih tehnološko-funkcionalnih cjelina tvrtke. U kasnim 1990-im dolazi do privatizacije tvrtke. Godine 1998. preimenovana je u Petrokemija d.d. te je uvrštena kao neovisno dioničko društvo na Zagrebačkoj burzi.

## Vanjske poveznice
- Službena web stranica
- Petrokemija d. d. Hrvatska tehnička enciklopedija, portal hrvatske tehničke baštine. LZMK